# Кала-Бени-Хаммад
Кала́-Бени́-Хамма́д (Калъа-Бани-Хаммад, араб. قلعة بني حماد‎) — древний город в провинции Мсила в северной части Алжира. Основан в 1007 как крепость; до 1090 — столица Хаммадидов, разрушена в 1152 Абд аль-Мумином из династии Альмохадов. Ныне — в руинах.

## Описание
Раскопки французских (1897, 1908, 1948) и алжирских (с 1964) археологов обнаружили  остатки городских стен, сигнальной башни, мечети с минаретом, обширного дворцового комплекса XI в. Последний включает ансамбль Дар-эль-Бахр с бассейном и богатым декором (роспись по стуку, мрамор, майолика). Разрушенная мечеть с 13 нефами и 8 рядами мест до сих пор является одной из самых больших в Алжире.
Активно посещается туристами.

## Иллюстрации
- Кала-Бени-Хаммад
- Кала-Бени-Хаммад